# 動形容詞
動形容詞（どうけいようし、ラテン語: gerundivum ゲルンディーウム）は、準動詞の一種である。通常はラテン語文法で用いられる。

## ラテン語
ラテン語の動形容詞は、動詞から派生した形容詞で、しばしば「……されるべき」という意味を表す。このため未来受動分詞とも呼ばれる。
形態上は男性単数主格が -ndus で終わり、第一・第二変化の形容詞として変化する。例: amandus（< amo、愛されるべき）
いくつかの動形容詞は、意味が変化している。たとえば、「次の、第二の」という意味の secundus や、「……に沿って」を意味する前置詞 secundum は、sequor（追う、従う）の古い動形容詞に由来する（ただし、古典ラテン語では sequor の動形容詞は sequendus）。
近代西洋語には、ラテン語の動形容詞に由来する語が多く存在する。英語について言えば、
- addendum - addo（加える）の動形容詞中性（加えられるべき物）
- agenda - ago（導く、行う）の動形容詞中性複数（行われるべき物ども）
- legend - lego（読む）の動形容詞女性（読まれるべき）legendaがフランス語legendeを経由して借用されたもの。はじめは聖人伝の意味で使われた（黄金伝説を参照）[2]。
- memorandum - memoro（思い出させる）の動形容詞中性（思い出すべき事）

などがある。
形態上、ラテン語の動名詞（ラテン語: gerundium）は動形容詞と同じ形をしているが、不定詞を補う目的で使われ、ラテン語では動名詞はあまり使われず、かわりに動形容詞を使って表現することを好んだ。たとえば、「spatium ad cogitandum res」（物事を考えるためのいとま）のような動名詞のかわりに、「spatium ad res cogitandas」（考えられるべき物事のためのいとま）のように動形容詞を使って表現した。

## ロマンス語
ロマンス諸語でもラテン語の動形容詞（または動名詞）は残っており、gerundivum に由来する語で呼ばれることも多いが、ラテン語とは違って不変化語になっており、その用法も異なる。ロマンス諸語ではラテン語の分詞に由来する形が動形容詞に取ってかわられる傾向にあり、たとえばフランス語では現在分詞と動形容詞が同形になった。現代のフランス語文法でジェロンディフ（gérondif）と呼ぶのは、その特別な用法（en をともなって副詞節を作る）のみを指す。スペイン語やポルトガル語では本来の現在分詞が消滅しラテン語の現在分詞に由来するものは独立した形容詞や名詞とされる。イタリア語には現在分詞が残っているものの、現在分詞的な機能は多くジェルンディオによって表される。
ロマンス諸語の多くでは、コピュラなどの補助動詞と動形容詞を組みあわせることで進行形を作ることができる。

## サンスクリット
サンスクリットにも、ラテン語と似た「……されるべき」を意味する形があり、動形容詞と呼ばれることがある。形態的には -ya, -tavya, -anīya などの接尾辞を加える。
例: 
- √kr̥（現在形 karoti「する、作る」）の動形容詞 kārya「されるべき、作られるべき」。中性名詞としては「義務」
- √gai（現在形 gāyati「歌う」）の動形容詞 geya「歌われるべき」。中性名詞としては「歌」

## リトアニア語
リトアニア語にはラテン語の動形容詞に類似した必要分詞（リトアニア語: reikiamybės dalyvis）が存在する。動詞の語幹に-tinas（男性の場合）を接続して作り出され、-as語尾の形容詞と同様に格変化する。
例:
- keisti 〈変える〉 → keistinas 〈変えられるべき〉

なお、これとは別に未来受動分詞が存在する。多くの場合、動詞の語幹に-simasを接続して生成する。
例: 
- daryti 〈為す〉 → darysimas 〈為されるであろう〉